# Нелединский-Мелецкий, Юрий Степанович
Ю́рий Степа́нович Неле́динский-Меле́цкий (ум. до 1755) — русский государственный деятель, обер-комендант Ярославля.
Сын последнего (по времени пожалования) боярина Степана Петровича Нелединского-Мелецкого. Начал службу стольником при царице Прасковье Фёдоровне (1686—1692). В 1699 году был вторым судьёй Конюшенного приказа, затем в том же Приказе был товарищем боярина Тихона Никитича Стрешнева. При Петре он занимал пост обер-коменданта города Ярославля и приписанных к нему городов. 23 марта (3 апреля) 1726 года Юрий Степанович был сделан сенатором, а 27 августа (7 сентября) того же года был произведён в действительные статские советники. В 1727 году в числе 47 лиц он подписался на Государственном акте, утверждавшем подлинность завещания императрицы Екатерины I. Год смерти его точно не известен. В 1755 году его уже не было в живых. От брака с Анной Ивановной Талызиной имел сына Александра Юрьевича.